# Біломохові
Біломохові (Leucobryaceae) — родина мохів (Dicranidae) ряду Dicranales. Поширення космополітичне.

## Опис
Члени родини утворюють від маленьких до великих подушок. Види характеризуються товстими білуватими листками з великим розширеним ребром. Було припущено, що характерне бліде забарвлення деяких видів викликано бульбашками повітря в лейкоцистах, а присутність повітря в листі вважається характерною для Leucobryaceae.

## Роди
- Atractylocarpus(інші мови)  Mitt.(інші мови)
- Brothera(інші мови)  Müll. Hal.
- Bryohumbertia(інші мови)  P. de la Varde & Thér.
- Campylopodiella(інші мови)  Cardot(інші мови)
- Campylopus  Brid.
- Cladopodanthus(інші мови)  Dozy & Molk.
- Dicranodontium  Bruch & Schimp.
- Leucobryum  Hampe
- Microcampylopus(інші мови)  (Müll. Hal.) Fleisch.
- Ochrobryum(інші мови)  Mitt.
- Pilopogon(інші мови)  Brid.
- Schistomitrium(інші мови)  Dozy & Molk.